# Good Morning (Old Man River)
Good Morning è il primo album in studio del cantautore australiano Old Man River, pubblicato il 13 marzo 2007. Old Man River è il nome d'arte del cantautore australiano-israeliano Ohad Rein.

## Tracce
1. Sunshine – 3:48
2. Trousers – 3:10
3. Better Place – 5:20
4. Summer – 2:45
5. Believe It – 4:01
6. Wedding Song – 4:14
7. La – 3:23
8. Long Way From Home – 3:12
9. Time – 4:22
10. Midnight In Queensland – 2:29
11. All The Things – 5:25

Tracce bonus
1. La (Radio edition) (Traccia bonus italiana)
2. Marilyn (traccia bonus iTunes)
3. Table For 2 (traccia bonus giapponese)
4. La (Desperado version) (traccia bonus giapponese)
5. La (Multimedia track) (traccia bonus giapponese)